# KIF Kolding
KIF Kolding (eigentlich Kolding IF Håndbold Elite A/S) ist ein dänischer Handballverein aus Kolding.

## Geschichte
Der Club (deutscher Name: Koldinger Sportvereinigung Handball-Elite AG) wurde 1941 gegründet und war zunächst im damals noch wesentlich populäreren Feldhandball aktiv. Mitte der 1950er-Jahre spezialisierte sich der Club auf den Hallenhandball und errang sportliche Erfolge sowohl im Herren- als auch im Damenbereich.
Nach einer Krise – die Herrenmannschaft stieg 1981 in die dritte Liga ab – gelang dem Verein ein kometenhafter Aufstieg. Ab 1984 wieder in der 1. Division, errang er zwischen 1987 und 2009 errang der Verein zwölf dänische Meistertitel. Im Jahr 2025 stieg die Herrenmannschaft ab.
Von 2012 bis 2018 spielte der Verein unter dem Namen KIF Kolding København, nachdem mehrere Spieler des insolvent gewordenen Clubs AG København in die Mannschaft aufgenommen wurden. Mit diesem Namen gelangen dem Verein zwei weitere dänische Meisterschaften. Mit insgesamt 14 Titeln ist der Verein damit der erfolgreichste in Dänemark. Größte internationale Erfolge waren die Finalteilnahme beim europäischen City-Cup 1997 und der Halbfinal-Einzug in der EHF Champions League 2002.
Die Damenabteilung spielte seit 1998 in der obersten Spielklasse, der Damehåndboldligaen, und wurde in unmittelbarem Zusammenhang damit wirtschaftlich selbständig. Seit 2005 spielte sie in Vejen und nannte sich dementsprechend KIF Vejen. 2011 wurde sie vollständig ausgegliedert und spielte in der Saison 2013/14 unter dem Namen Vejen EH. Der Verein kam aber nie an Spitzenteams wie Viborg HK oder Slagelse DT heran. Schon im Frühjahr 2014 musste Vejen EH Konkurs anmelden. Seit 2018 gibt es bei KIF Kolding wieder eine Damenabteilung.

## Damenabteilung (seit 2005 KIF Vejen)

### Erfolge
- Dänischer Pokal-Finalist: 2008
- Europapokal der Pokalsieger-Finalist: 2010

### Bekannte ehemalige Spielerinnen
- Christine Lindemann
- Stefanie Melbeck
- Christina Roslyng

## Herrenabteilung

### Erfolge
- Dänischer Meister: 1987, 1988, 1990, 1991, 1993, 1994, 2001, 2002, 2003, 2005, 2006, 2009, 2014, 2015
- Dänischer Pokalsieger: 1990, 1994, 1999, 2002, 2005, 2007, 2014
- Dänischer Supercupsieger: 2014, 2015
- Champions League Halbfinale: 2002
- Europapokal der Pokalsieger Halbfinale: 2000
- Euro-City-Cup-Finalist: 1996

### Bekannte ehemalige Spieler
- Kim Andersson
- Joachim Boldsen
- Lars Christiansen
- Ole Erevik
- Christian Hjermind
- Lars Krogh Jeppesen
- Henrik Knudsen
- Jesper Nøddesbo
- Sebastian Seifert
- Kasper Søndergaard
- Ólafur Stefánsson
- Bilal Šuman
- Magnus Landin